# Lauener Preis
Die Lauener Preise werden seit 2004 jährlich und seit 2010 zweijährlich von der Lauener-Stiftung für analytische Philosophie mit Sitz in Bern vergeben. Die Lauener-Stiftung wurde im Jahr 2003 aufgrund des Wunsches und des Testaments von Henri Lauener gegründet. Der Lauener Preis für analytische Philosophie wird für ein herausragendes philosophisches Gesamtwerk beziehungsweise für die vielversprechenden Leistungen eines Nachwuchsphilosophen vergeben.

## Lauener Preis für ein herausragendes Gesamtwerk der analytischen Philosophie
- 2004 Patrick Suppes
- 2006 Dagfinn Føllesdal
- 2008 Ruth Barcan Marcus
- 2010 Michael Dummett
- 2012 Hilary Putnam
- 2014 Fred Dretske (postum)
- 2016 Thomas M. Scanlon
- 2018 Bas van Fraassen
- 2022 Susan Wolf
- 2024 Timothy Williamson

## Lauener Preis für aufstrebende analytische Philosophen
- 2005 Philipp Keller
- 2007 Daniel Schoch
- 2009 Stephan Leuenberger
- 2012 Christian Wüthrich
- 2014 Corine Besson
- 2016 Susanne Mantel
- 2018 Finnur Dellsén
- 2022 Matthieu Queloz